# Mănăstirea Căluiu
Mănăstirea Căluiu este o mănăstire din România situată în comuna Călui, județul Olt.
Mânăstirea Căluiu datează din secolul al XVI-lea, fiind ctitoria jupânilor Vladul Ban (bunicul Fraților Buzescu), Dumitru Pârcălab și Balica Spătar, din timpul domniei lui Neagoe Basarab (1512-1521).
Lucrările de zidire au fost reluate către sfârșitul secolului al XVI-lea de către frații Buzești − Radu Clucerul, Preda Banul și Stroe Stolnicul −, finalizându-se la 8 iunie 1588, după cum reiese din pisania dăltuită în piatră. În pisania din naos, restaurată la 1834, se precizează că până în anul 1594 au fost construite „și zidurile curții, casele și o clopotniță” – alta decât cea care se păstrează astăzi – în care se aflau clopotele dăruite de Radu Buzescu la 1588. Ulterior, bisericii i s-a adăugat un pridvor cu arcade laterale în jurul anului 1610, dărâmat însă în 1859, din cauza degradărilor suferite.
Picturile interioare, executate de Mina în 1594, cuprind două tablori votive: unul cu familia fraților Buzești și altul cu Mihai Viteazul și Petru Cercel.
În mănăstire sunt înmormântați Preda Buzescu și fratele său Radu Buzescu.